# Neolucanus imitator
Neolucanus imitator es una especie de coleóptero de la familia Lucanidae.

## Distribución geográfica
Habita en China.